# Ceamurlia de Jos
Ceamurlia de Jos község Tulcea megyében, Dobrudzsában, Romániában. A hozzá tartozó település Lunca.

## Fekvése
A település az ország délkeleti részén található, a megyeszékhelytől, Tulcsától ötvenöt kilométerre délre, a Golovița-tó közelében.

## Története
Régi török neve Küçük Çamurlu vagy Türk Çamurlusu. 2005. október 7-én Ceamurlia de Jos községben mutatták ki első alkalommal Európa területén a H5N1 típusú influenza vírust, mely a madárinfluenza egyik okozója. A vírust Ázsiából érkező költözőmadarak hozták be.

## Lakossága
A nemzetiségi megoszlás a következő:
| 2002      | 2002 | 2002   |
| --------- | ---- | ------ |
| Románok   | 2569 | 98,05% |
| Romák     | 48   | 1,83%  |
| Magyarok  | 2    | 0,07%  |
| Lipovánok | 1    | 0,03%  |
| Összesen  | 2620 | 100,0% |

## Látnivalók
- Golovița-tó.